# Rudepoêma
Rudepoêma is een compositie voor piano van de Braziliaanse componist Heitor Villa-Lobos.

## Geschiedenis
In 1918 maakte Villa-Lobos kennis met de pianist Arthur Rubinstein. De componist heeft voor deze maestro aan de piano een compositie afgegeven die (toen zeker) haar weerga niet kende. Villa-Lobos gaf al snel toe dat het een muzikaal portret zou worden van de pianist en dat hijzelf uiteindelijk alleen maar een werktuig was, die het opschreef. Citaat: My true friend. I do not know whether I have really been able to assimilate your soul with this Rudepoêma but I vow with all my heart that I feel I have engraved your temperament, writing it mechanically on the paper like an intimate film. Therefore, if I have succeeded, you are the real author of this work.
Over de titel van het werk wordt gediscussieerd:
A. Rude (Portugees voor wild) en poêma (gedicht) is een verklaring;
B. Een andere verklaring is dat Villa-Lobos Rubinstein Rubi gaf als koosnaampje, daar had Rubinstein geen oren naar en Villa-Lobos verbasterde dat naar Rudi; het is dus Rudi’s gedicht.

## Compositie
De compositie is een waar slagveld voor de pianist. Wat zijn zoal de valkuilen:
- Een gedicht zou toch een beetje romantisch moeten klinken, dat is niet het geval;
- Polyritmiek; diverse Braziliaanse ritmes zijn in het werk vermeld, die ritmes lopen daarbij niet parallel voor de linker- en rechterhand;
- Dynamiek: de dynamiek van het werk wisselt sterk, dan weer lief en dan gewelddadig;
- Dynamiek: de dynamiek voor de linker- en rechterhand zijn soms verschillend; rechts uiterst feeërieke muziek, links stampend; en dan weer rechts als een klokkenspel en links als een riviertje;
- Sfeer: de stemming van het werk is wisselvallig; dan weer vrolijk, dan weer treurig;
- Het gehele bereik van de piano komt aan bod, van de laagste tot en hoogste noot;
- Percussie; de piano wordt soms in het lage register gebruikt als slagwerkinstrument, de pianist verzorgt hier hamerslagen op de toetsen;
- Er lijkt geen vaste structuur in de compositie te zitten, maar er is wel sprake van een thema met variaties; de melodieën wisselen elkaar zeer snel af;
- Virtuoze gedeelten worden afgewisseld met passages waar de nadruk ligt op "het gevoel";
- Dissonanten staan tegenover harmonieuze klanken.

De vraag is of zo’n compositie alleen geschreven is voor de pianist als een etude of dat de toehoorder er ook iets aan heeft. De muziek benut dan wel alle technieken die een meesterpianist nodig heeft, de luisteraar krijgt een waterval van indrukken over zich heen. Een vergelijking zou zijn, een storm in het regenwoud van de Amazone, zoals de bijlage van Naxos vermeldt. Arpeggios gaan van links naar rechts en terug over de piano en even later zware clusters van akkoorden. Wat typerend voor de compositie is, is het slot. Een aantal maten voor het eind gaat de pianist steeds dieper het contrabasregister in en moet ook (na 22 minuten) werkelijk met zijn handen stampen op de toetsen; de piano klinkt dan eigenlijk als een grote trom. Het slot is dan een paar akkoorden waarbij de laatste noot een vreselijke dreun moet zijn, die minutenlang naklinkt/galmt.
De laatste noten lijken op het slot van grote trom en pauken in de 5e symfonie van Sjostakovitsj, die eindigt met gelaten geweld, bij Villa-Lobos is de piano/pianist één brok geweld.

## Bron en discografie
- Uitgave Naxos; Sonia Rubinsky (piano); door Rubinstein uitverkozen om te gaan studeren aan de Juilliard School; zelf een aantal jaren woonachtig in Brazilië;
- Uitgave Wergo: Volker Banfield (piano); deze uitgave bevat een aantal afgedrukte fragmenten van de notenbalk.

## Première
De première werd door Rubinstein gegeven in Parijs, Salle Gaveau in een dubbelconcert op 24 en 25 oktober 1927. Diezelfde avonden gingen ook Choros nr. 4 (drie hoorns en een trombone), Choros nr. 8 (orkest) en Serestas (koor en orkest) in première. Villa-Lobos was toen populair in Frankrijk. Later bewerkte de componist het nog voor een werk voor orkest (W312).